# Open d'Oman de tennis de table
L’Open d'Oman ITTF est initialement une étape du Pro-tour de tennis de table. Il est alors organisé par la fédération internationale de tennis de table.
Le World Tour est arrêté fin 2020 et est remplacé par les épreuves de la WTT marquant la fin des "tournois open" de l'ITTF.
La WTT organise depuis 2022 régulièrement le WTT Contender Muscat à Mascate.

## Palmarès

### Open d'Oman ITTF
| année        | Catégorie        | simple messieurs | double messieurs                      | simple dames | double dames                 | double mixte                | U21 messieurs      | U21 dames   |
| ------------ | ---------------- | ---------------- | ------------------------------------- | ------------ | ---------------------------- | --------------------------- | ------------------ | ----------- |
| 2019 Mascate | Challenge Series | Lin Yun-ju       | Liao Chen-ting Lin Yun-ju             | Hina Hayata  | Satsuki Ōdō Saki Shibata     |                             | Vladimir Sidorenko | Satsuki Ōdō |
| 2020 Mascate | Challenge Series | Sharath Kamal    | Aleksandar Karakašević Ľubomír Pištej | Hitomi Satō  | Honoka Hashimoto Hitomi Satō | Tristan Flore Laura Gasnier | Jeet Chandra       | Maki Shiomi |

### Série WTT
| Année & Lieu | Tournoi                      | Simple messieurs | Double messieurs                     | Simple dames  | Double dames              | Double mixte              |
| ------------ | ---------------------------- | ---------------- | ------------------------------------ | ------------- | ------------------------- | ------------------------- |
| 2022 Mascate | WTT Contender Muscat (de)    | Liang Jingkun    | Lin Shidong Xiang Peng               | Kuai Man      | Zhang Rui Kuai Man        | Wang Chuqin Chen Xingtong |
| 2022 Mascate | WTT Contender Muscat II (de) | Jang Woo-jin     | Niu Guankai Sai Linwei               | Chen Xingtong | Chen Xingtong Qian Tianyi | Liu Yebo Chen Xingtong    |
| 2023 Mascate | WTT Contender Muscat (de)    | Hugo Calderano   | Patrick Franziska Dimitrij Ovtcharov | Hina Hayata   | Ng Wing Lam Zhu Chengzhu  | Lin Yun-ju Chen Szu-yu    |
| 2024 Mascate | WTT Contender Muscat (de)    | Lin Shidong      | Yuan Licen Xiang Peng                | Kuai Man      | Yang Yiyun Zhu Sibing     | Lin Shidong Kuai Man      |
| 2025 Mascate | WTT Contender Muscat (de)    | Chen Yuanyu      | Tomokazu Harimoto Sora Matsushima    | Shi Xunyao    | Satsuki Ōdō Sakura Yokoi  | Álvaro Robles Maria Xiao  |